# Hawk Springs
Hawk Springs è un census-designated place degli Stati Uniti d'America, situato nella Contea di Goshen nello stato del Wyoming. Nel censimento del 2000 la popolazione era di 69 abitanti.

## Geografia fisica
Secondo i rilevamenti dell'United States Census Bureau, la località di Hawk Springs si estende su una superficie di 4,4 km², tutti occupati da terre.

## Popolazione
Secondo il censimento del 2000, a Hawk Springs vivevano 69 persone, ed erano presenti 15 gruppi familiari. La densità di popolazione era di 15,6 ab./km². Nel territorio comunale si trovavano 40 unità edificate. Per quanto riguarda la composizione etnica degli abitanti, l'82,61% era bianco e il 17,39% apparteneva ad altre razze. La popolazione di ogni razza ispanica corrispondeva al 17,39% degli abitanti.
Per quanto riguarda la suddivisione della popolazione in fasce d'età, il 29,0% era al di sotto dei 18, il 10,1% fra i 18 e i 24, il 26,1% fra i 25 e i 44, il 20,3% fra i 45 e i 64, mentre infine il 14,5% era al di sopra dei 65 anni di età. L'età media della popolazione era di 34 anni. Per ogni 100 donne residenti vivevano 102,9 uomini.